# Kroksjön (Åsele socken, Lappland, 711781-158682)
Kroksjön är en sjö i Åsele kommun i Lappland och ingår i Gideälvens huvudavrinningsområde. Sjön har en area på 0,0644 kvadratkilometer och ligger 441,5 meter över havet.

## Delavrinningsområde
Kroksjön ingår i det delavrinningsområde (711736-158849) som SMHI kallar för Utloppet av Storsjön. Medelhöjden är 442 meter över havet och ytan är 20,06 kvadratkilometer. Det finns inga avrinningsområden uppströms utan avrinningsområdet är högsta punkten. Baksjöbäcken som avvattnar avrinningsområdet har biflödesordning 3, vilket innebär att vattnet flödar genom totalt 3 vattendrag innan det når havet efter 191 kilometer. Avrinningsområdet består mestadels av skog (65 procent). Avrinningsområdet har 5,02 kvadratkilometer vattenytor vilket ger det en sjöprocent på 25 procent.